# Miramont-Sensacq
Pour les articles homonymes, voir Miramont.
Miramont-Sensacq (en gascon : Miramont e Sensac) est une commune du Sud-Ouest de la France, située dans le département des Landes (région Nouvelle-Aquitaine).

## Géographie

### Localisation
Située dans le sud-est du département des Landes, la commune est limitrophe de celui des Pyrénées-Atlantiques.
Elle se trouve aussi dans le Tursan dans le vignoble du même nom.

### Communes limitrophes
Les communes limitrophes sont  Clèdes, Garlin, Latrille, Lauret, Mauries, Pimbo, Saint-Agnet, Sarron et Sorbets.
| Mauries | Sorbets          | Latrille               |
| Clèdes  | Miramont-Sensacq | Saint-Agnet            |
| Pimbo   | Lauret           | Sarron, Garlin (P.-A.) |

### Hydrographie
Le Bas, affluent droit du Gabas, traverse les terres de la commune.

### Climat
Pour des articles plus généraux, voir Climat de la Nouvelle-Aquitaine et Climat des Landes.
Historiquement, la commune est exposée à un climat océanique aquitain.  
En 2020, Météo-France publie une typologie des climats de la France métropolitaine dans laquelle la commune est dans une zone de transition entre le climat océanique altéré et le climat de montagne et est dans la région climatique  Aquitaine, Gascogne, caractérisée par une pluviométrie abondante au printemps, modérée en automne, un faible ensoleillement au printemps, un été chaud (19,5 °C), des vents faibles, des brouillards fréquents en automne et en hiver et des orages fréquents en été (15 à 20 jours).
Pour la période 1971-2000, la température annuelle moyenne est de 13,3 °C, avec une amplitude thermique annuelle de 14,7 °C. Le cumul annuel moyen de précipitations est de 1 094 mm, avec 11,5 jours de précipitations en janvier et 7,9 jours en juillet. Pour la période 1991-2020, la température moyenne annuelle observée sur la station météorologique la plus proche, située sur la commune de Bahus-Soubiran à 9 km à vol d'oiseau, est de 13,9 °C et le cumul annuel moyen de précipitations est de 1 034,0 mm,. Pour l'avenir, les paramètres climatiques de la commune estimés pour 2050 selon différents scénarios d'émission de gaz à effet de serre sont consultables sur un site dédié publié par Météo-France en novembre 2022.

## Urbanisme

### Typologie
Au 1er janvier 2024, Miramont-Sensacq est catégorisée commune rurale à habitat très dispersé, selon la nouvelle grille communale de densité à sept niveaux définie par l'Insee en 2022.
Elle est située hors unité urbaine. Par ailleurs la commune fait partie de l'aire d'attraction d'Aire-sur-l'Adour, dont elle est une commune de la couronne,. Cette aire, qui regroupe 23 communes, est catégorisée dans les aires de moins de 50 000 habitants,.

### Occupation des sols

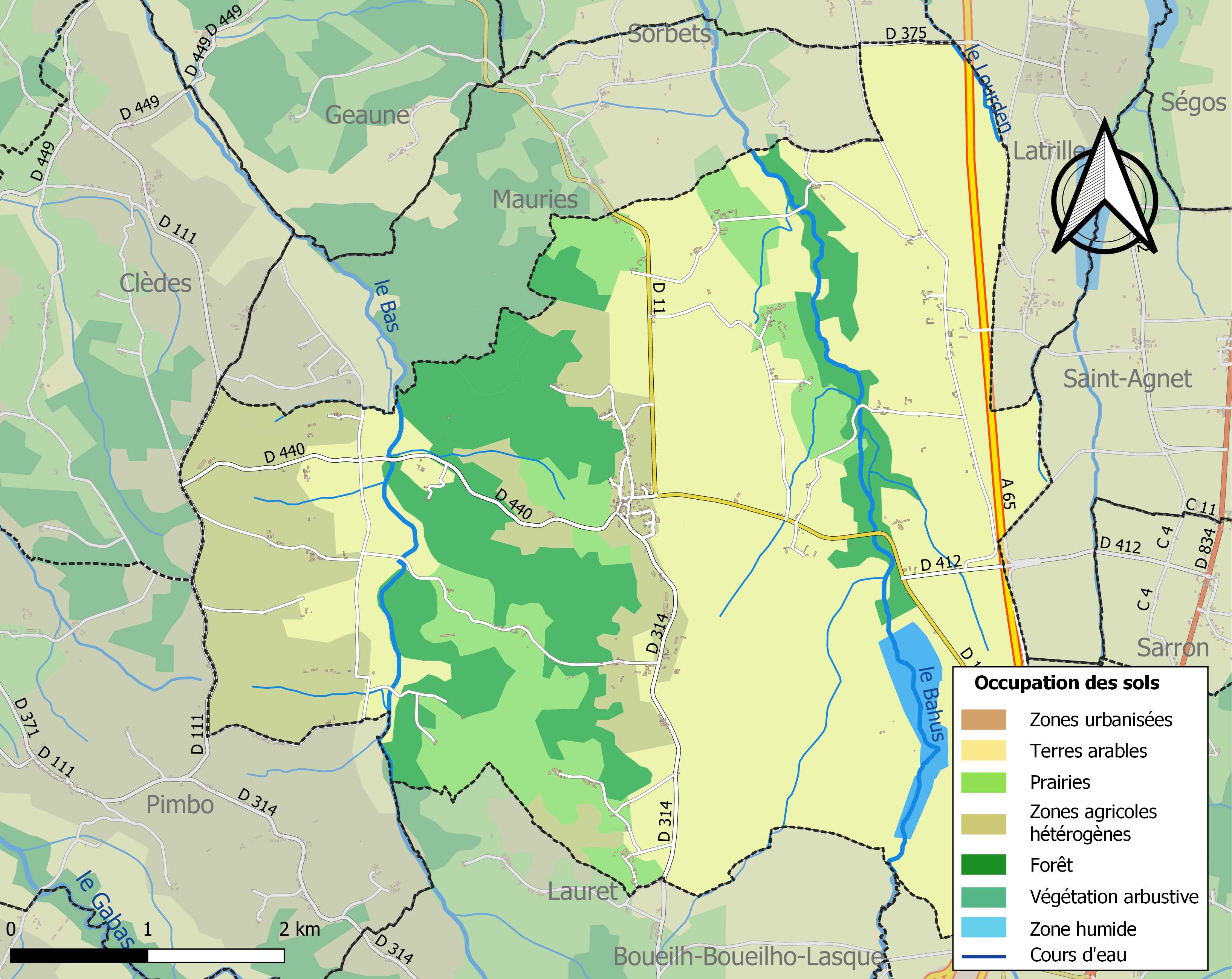
Carte des infrastructures et de l'occupation des sols de la commune en 2018 (CLC).

L'occupation des sols de la commune, telle qu'elle ressort de la base de données européenne d’occupation biophysique des sols Corine Land Cover (CLC), est marquée par l'importance des territoires agricoles (82,2 % en 2018), une proportion sensiblement équivalente à celle de 1990 (81,4 %). La répartition détaillée en 2018 est la suivante : terres arables (56,3 %), forêts (16,3 %), zones agricoles hétérogènes (15,5 %), prairies (10,3 %), eaux continentales (1,4 %), zones industrielles ou commerciales et réseaux de communication (0,1 %). L'évolution de l’occupation des sols de la commune et de ses infrastructures peut être observée sur les différentes représentations cartographiques du territoire : la carte de Cassini (XVIIIe siècle), la carte d'état-major (1820-1866) et les cartes ou photos aériennes de l'IGN pour la période actuelle (1950 à aujourd'hui).

### Risques majeurs
Le territoire de la commune de Miramont-Sensacq est vulnérable à différents aléas naturels : météorologiques (tempête, orage, neige, grand froid, canicule ou sécheresse), inondations, mouvements de terrains et séisme (sismicité modérée). Un site publié par le BRGM permet d'évaluer simplement et rapidement les risques d'un bien localisé soit par son adresse soit par le numéro de sa parcelle.
Certaines parties du territoire communal sont susceptibles d’être affectées par le risque d’inondation par débordement de cours d'eau, notamment le Broussau, le Lourden, le Bahus et le Bas. La commune a été reconnue en état de catastrophe naturelle au titre des dommages causés par les inondations et coulées de boue survenues en 1999 et 2009,.
Les mouvements de terrains susceptibles de se produire sur la commune sont des affaissements et effondrements liés aux cavités souterraines (hors mines) et des tassements différentiels. Par ailleurs, afin de mieux appréhender le risque d’affaissement de terrain, un inventaire national permet de localiser les éventuelles cavités souterraines sur la commune.

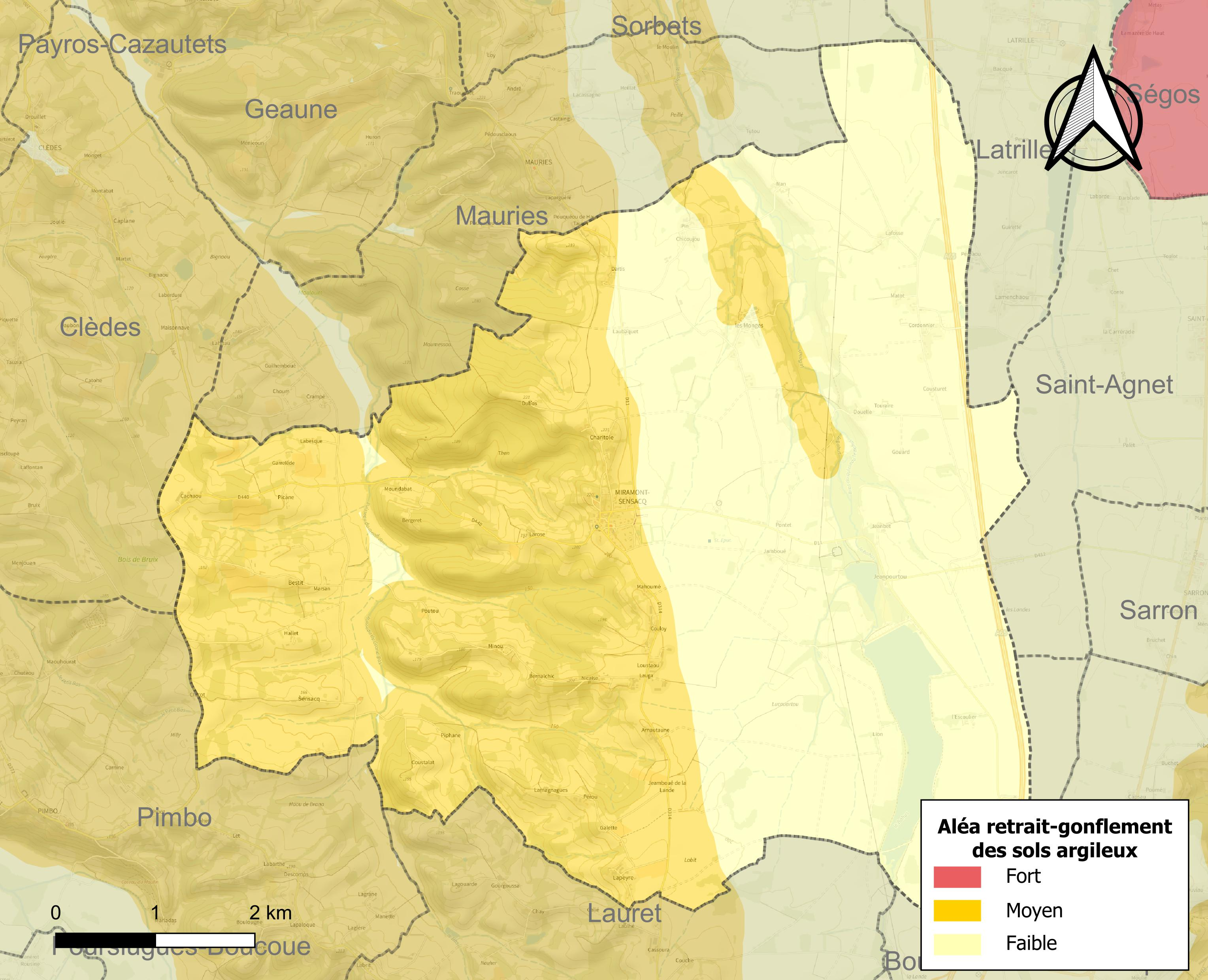
Carte des zones d'aléa retrait-gonflement des sols argileux de Miramont-Sensacq.

Le retrait-gonflement des sols argileux est susceptible d'engendrer des dommages importants aux bâtiments en cas d’alternance de périodes de sécheresse et de pluie. 48,5 % de la superficie communale est en aléa moyen ou fort (19,2 % au niveau départemental et 48,5 % au niveau national). Sur les 200 bâtiments dénombrés sur la commune en 2019,  145 sont en aléa moyen ou fort, soit 73 %, à comparer aux 17 % au niveau départemental et 54 % au niveau national. Une cartographie de l'exposition du territoire national au retrait gonflement des sols argileux est disponible sur le site du BRGM,.
Concernant les mouvements de terrains, la commune a été reconnue en état de catastrophe naturelle au titre des dommages causés par la sécheresse en 1989 et par des mouvements de terrain en 1999.

## Histoire
La baronnie de Miramont était anciennement l'une des douze premières baronnies du Béarn.
Rattaché en 1844 à l'ancienne bastide anglaise de Miramont, le hameau de Sensacq fut jadis une baronnie dont le château conserve des ouvertures du XVIIe siècle.

## Politique et administration
| Période                                  | Période  | Identité         | Étiquette    | Qualité                                               |
| ---------------------------------------- | -------- | ---------------- | ------------ | ----------------------------------------------------- |
|                                          | 2008     | Jean Sarramagnan | RPR puis UMP | Conseiller général du canton de Geaune de 1979 à 2004 |
| mars 2008                                | En cours | Pascal Beaumont  | DVD          | Commerçant                                            |
| Les données manquantes sont à compléter. |          |                  |              |                                                       |

## Démographie
| 1793  | 1800 | 1806 | 1821 | 1831 | 1836 | 1841 | 1846  | 1851 |
| ----- | ---- | ---- | ---- | ---- | ---- | ---- | ----- | ---- |
| 1 038 | 782  | 832  | 893  | 864  | 902  | 927  | 1 083 | 981  |

| 1856  | 1861 | 1866 | 1872 | 1876 | 1881 | 1886 | 1891 | 1896 |
| ----- | ---- | ---- | ---- | ---- | ---- | ---- | ---- | ---- |
| 1 000 | 914  | 877  | 972  | 873  | 849  | 790  | 745  | 736  |

| 1901 | 1906 | 1911 | 1921 | 1926 | 1931 | 1936 | 1946 | 1954 |
| ---- | ---- | ---- | ---- | ---- | ---- | ---- | ---- | ---- |
| 731  | 706  | 686  | 628  | 595  | 595  | 570  | 574  | 493  |

| 1962 | 1968 | 1975 | 1982 | 1990 | 1999 | 2006 | 2007 | 2012 |
| ---- | ---- | ---- | ---- | ---- | ---- | ---- | ---- | ---- |
| 511  | 478  | 436  | 395  | 380  | 366  | 363  | 363  | 345  |

| 2017 | 2022 | - | - | - | - | - | - | - |
| ---- | ---- | - | - | - | - | - | - | - |
| 359  | 346  | - | - | - | - | - | - | - |

## Le pèlerinage de Compostelle
Sur la via Podiensis du pèlerinage de Saint-Jacques-de-Compostelle, on vient d'Aire-sur-l'Adour ; la prochaine commune est Pimbo, sa collégiale Saint-Barthélemy.

## Lieux et monuments
- Église Saint-Jacques de Sensacq : du XIe siècle. Autrefois placée sous l'invocation de saint Jacques, elle possède un mur clocher, et des fonts baptismaux carolingiens par immersion. Sa situation isolée en rase campagne étonne. Elle est le vestige d'un ensemble plus vaste, comme son patronage le laisse supposer mais aussi des marques de tâcheron du chevet : ces signatures de tailleurs de pierre sont les mêmes qu'à Aire. Pas de traces de voûte mais une charpente en carène de bateau qui l'imitait, récemment mise au jour par les Monuments historiques. Elle fait l’objet d’une inscription au titre des monuments historiques depuis le 17 février 1997[25].
- Église Saint-Martin de Miramont.

## Vie pratique

### Activités sportives
Miramont possède un club de rugby à XV : l'Étoile Sportive Miramontoise (ESM).

### Écologie et recyclage
- x